# Войны Яки
Войны Яки (исп. Guerra del Yaqui) — серия вооруженных конфликтов в период с 1533 по 1929 год между индейским народом Яки и Вице-королевством Новая Испания, а позднее и с Мексикой. В течение почти 400 лет испанцы и мексиканцы неоднократно начинали военные кампании на территории народа Яки.

## Причины
Основной причиной конфликта являлась колонизация, как и во всех других войнах с индейцами. Испанцы, а позднее мексиканцы хотели завоевать новые земли и обладать природными ресурсами коренных жителей. Ситуация осложнилась в 1684 году, когда испанские исследователи обнаружили серебро на реке Яки (современная Сонора, Мексика).

## Война с Испанией
В 1533 году испанский исследователь Диего Гусман прибыл на реку Яки, где его уже ждали индейцы. Яки начертили на земле линию, обозначив свою территорию. Очевидцы описывают встречу так:
Испанский командир сообщает, что они пришли с миром. Яки отвечают, что они убьют всех захватчиков, затем они освобождают гида испанцев, который был взят в плен за день до этого. Один из индейцев, который носил одежду вышитую мелким жемчугом, который изображал оленей и птиц, подходит к Гусману. Он останавливается перед ним, делает удар по земле концом своего лука, целует его и, поднимаясь, угрожает испанцу: если вы наступите на эту линию или пересечете ее, вы все умрёте.

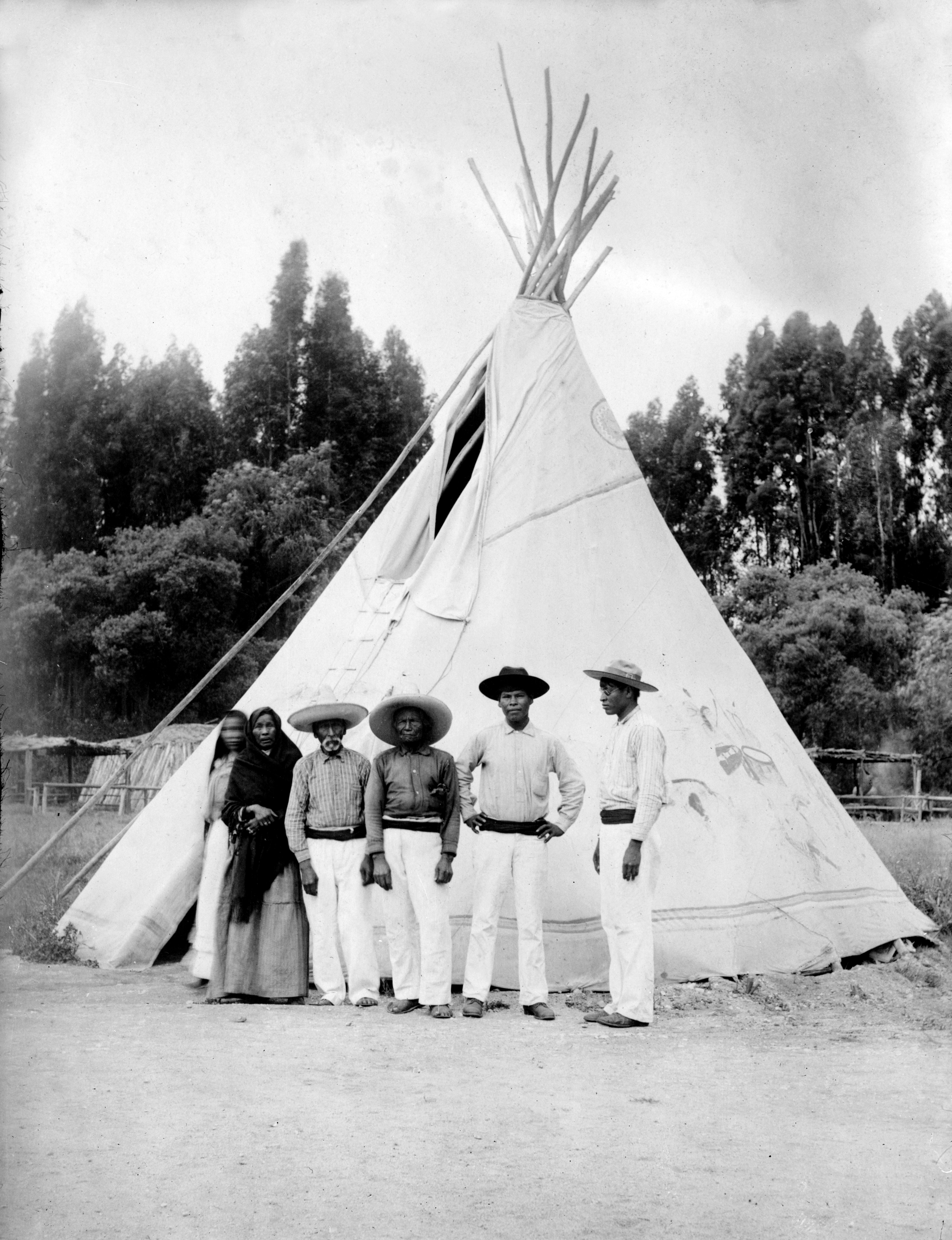
Индейцы Яки

Гусман (через переводчика) сообщил, что они возвращаются и отдают им продовольствие. Яки решительно не хотели отпускать испанцев, тогда Диего приказал открыть огонь и спешно отступить. После конфликта Диего Гусман был вынужден вернуться в Новую Галисию, чтобы не обострять ситуацию.
В 1565 году Франсиско де Ибарра начал договариваться с народом яки о мирной колонизации, но безуспешно. В 1600 году капитан Диего Мартинес де Худайде начал кампанию по завоеванию территории народов яки и майо, так как на их территории стали скрываться мятежники и повстанцы, бежавшие от Испании. В 1608 году Хурдайде, под командованием которого было 40 всадников и 2000 местных союзников, вторгся на территорию яки. Недалеко от реки Яки произошло сражение. Отряд, понеся большие потери убитыми и ранеными, после целого дня боёв был вынужден отступить. В 1609 году Хурдайде снова пытается завоевать территорию яки, но, потеряв почти весь отряд, вернулся с поражением. В 1615 году Хурдайде удалось договориться о мире между Вице-королевством Новая Испания и вождями яки, которые согласились выдать беглецов, скрывающихся на их территории.
В 1617 году, по инициативе самих яки, на их земли прибыли миссионеры-иезуиты Андрес Перес де Рибас (испанец) и Томас Базилио (итальянец). После прибытия иезуитов яки жили относительно мирно более ста лет. Миссионеры, чтобы проповедовать, основали восемь деревень: Кокорит, Бакум, Викам, Потам, Торим, Уиривис, Рахум и Белем. Иезуиты долгое время были союзниками и защищали народ яки от испанского завоевания. В XVIII веке отношение к иезуитам изменилось, и это привело к очередному конфликту с испанцами. В 1740 году Хуан Калихто начал войну против народа яки и добился небольших успехов, но яки, объединившись с соседними племенами (майо, опата, пима), вытеснили колонистов со своей земли к 1742 году.

## Война с Мексикой

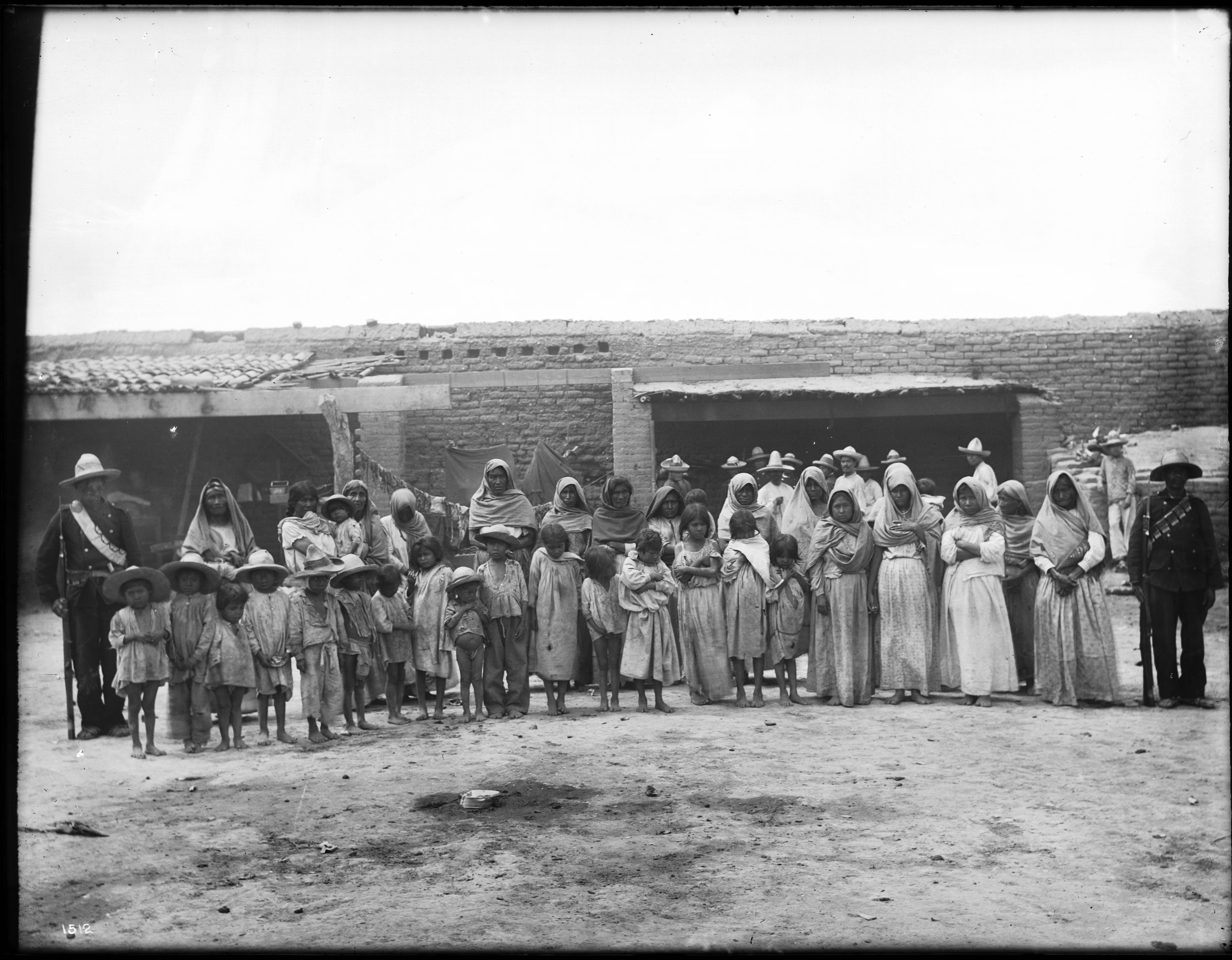
Группа индейцев Яки, под охраной мексиканских солдат

Яки до войны за независимость Мексики жили мирно. В мексиканской войне за независимость от Испании (1810—1821) яки не участвовали. В 1825 году правительства штата Сонора и Синалоа (часть государства Мексика) приняло закон, согласно которому яки становились его гражданами и облагались налогами. Яки раньше никогда не платили налоги и, опасаясь потерять территории, начали очередной вооруженный конфликт. Вождь Хуан Бандерас провозгласил объединение народов северо-запада в единое государство и начал войну против мексиканцев. Вождь получил поддержку католического священника Педро Лейвоя и других миссионеров, которые были недовольны федеральной системой Мексики. Восставшие в качестве своего символа выбрали Деву Гваделупскую. В 1825—1826 годах Хуан Бандерас успешно боролся против штата Сонора и Синалоа. Война настолько затронула страну, что столица была перенесена из Косалы в Фуэрте в целях безопасности. В 1827 году армия Бандераса была побеждена мексиканцами в окрестностях Эрмосильо. Основная причина поражения была в том, что они в основном использовали лук и стрелы, а мексиканцы имели огнестрельное оружие. После поражения Бандерас заключил мир с правительством штата Сонора и Синалоа, благодаря которому он был помилован и назначен генерал-капитаном яки.

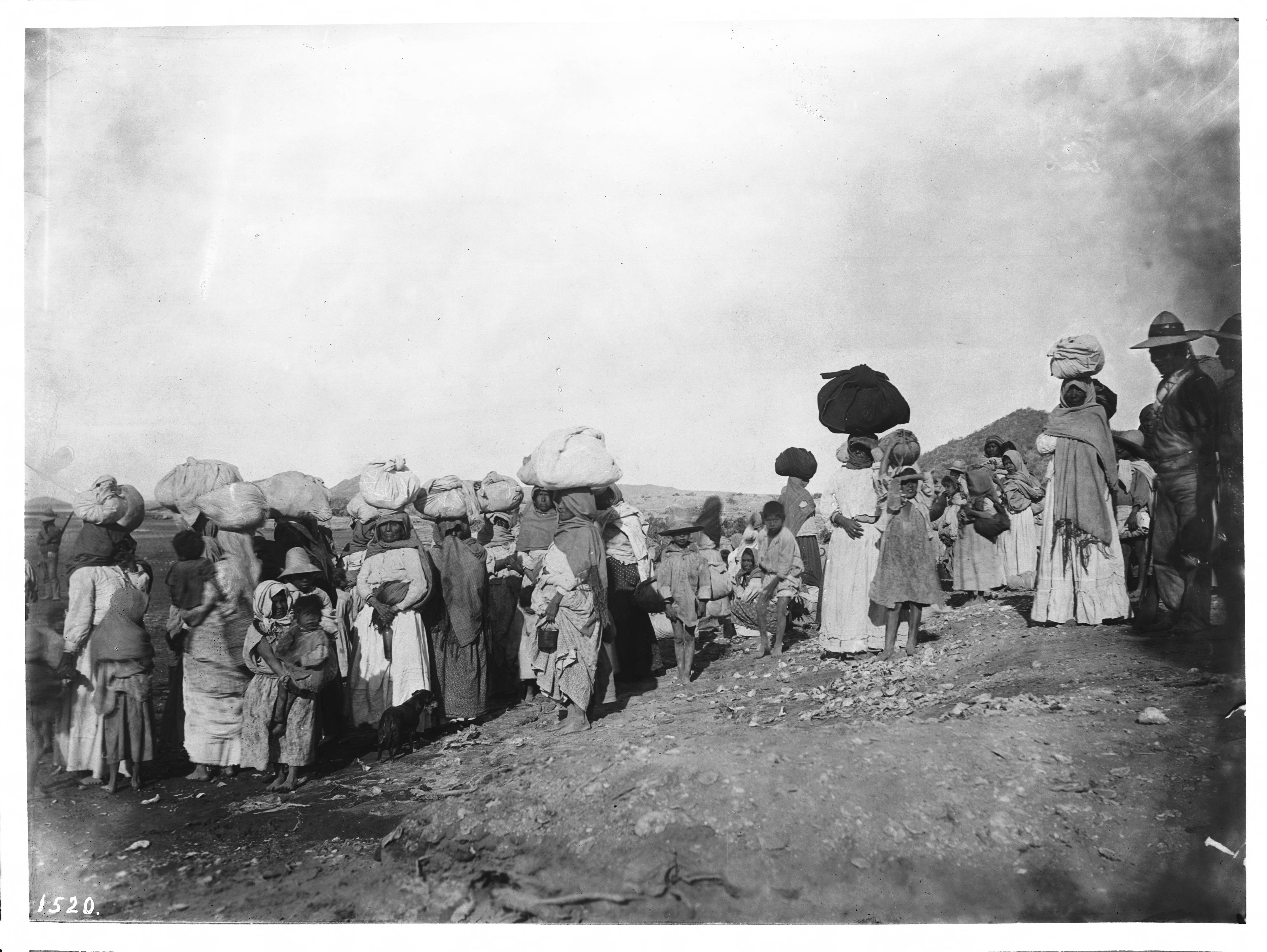
Группа Яки при депортации в другой регион (Сонора, Мексика)

В 1828 году должность генерал-капитана была упразднена, правительство Сонора и Синалоа вновь заявила о налогах с яки и решило ограничить их земли. В 1832 году Бандерас снова начал войну против мексиканских властей, объединившись с Долорес Гутьеррес, вождем народа Опата. В декабре 1832 года в битве при Сойопе мексиканские войска одержали победу и взяли в плен Бандераса и других индейских вождей. В январе 1833 году Бандерас и Гутьеррес вместе с 10 другими участниками были казнены. Хуан Бандерас остался в памяти народа как символ сопротивления яки иностранным завоевателям.
После поражения мексиканцев от французов возле города Гуаймас в 1865 году яки заключили союз с французами в борьбе против мексиканцев. Матео Маркин (вождь яки) публично высказался за поддержку французов, а Рефугио Тенори (вождь опата) поддержал его. Они взяли под контроль Аламос (Сонора) и Урес. В 1868 году, после ухода французов, губернатор Пескейра назначил про-мексиканского яки для управления территориями, но он был убит.
Пескейра назначил Гарсию Моралеса руководить кампанией против яки. В 1868 году 600 яки сдались в Кокорите. Мексиканцы окружили в церкви 400 яки, но после того как те отказались сотрудничать с мексиканцами, солдаты обстреляли церковь и подожгли её, в результате погибло 120 мужчин, женщин и детей. Это был один из самых жестоких инцидентов в истории вооруженного конфликта между мексиканцами и народом яки. После событий в Кокорите многие индейцы стали эмигрировать, а некоторые были депортированы мексиканцами или окончательно порабощены.

## Восстание (1875—1887)

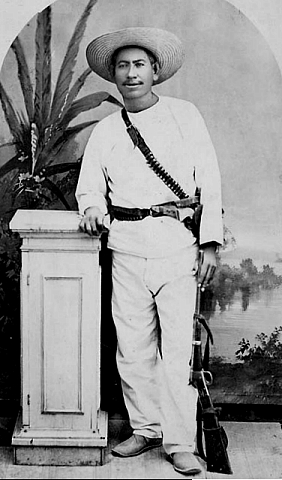
Кахеме

В 1874 году за верную службу Кахеме был назначен алькальдом. Хосе Ж. Пескейра (сын губернатора) был назначен преемником губернатора. Яки решили воспользоваться ситуацией и поменять губернатора. Пескейра из резиденции в Медано начал репрессии против яки, ранчо которых разграбили, убив многих людей.
В 1876 году Кахеме основал независимую республику в Соноре, объединив восемь индейских племён под своим руководством. Он собрал около 4000 воинов, которые для защиты своей территории построили укрепление Эль-Анил (Индиго). Эль-Анил находился недалеко от деревни Викам, среди густого леса на левом берегу реки Яки и был окружён широким защитным рвом. Запасы продовольствия и домашний скот находились в пределах укрепления, а для обеспечения питьевой водой от реки был сооружён жёлоб. Эль-Анил был окружён деревянным частоколом из толстых стволов деревьев, сплетенных ветвями.
Благодаря своему многолетнему боевому опыту, Кахеме первое время успешно сражался с мексиканцами, а Эль-Анил был неприступной крепостью. Вооружённое противостояние сопровождалось зверствами с обеих сторон. Попытки правительственных войск подавить движение долгое время заканчивалась неудачей. 12 мая 1886 года мексиканцы захватили Эль-Анил. После битвы мексиканское правительство амнистировало людей, живущих в деревнях Уивирис, Потам, Бакум, Кокорит, в обмен на сдачу оружия. Взамен людям в деревнях давали одежду и еду. Большая часть оставшихся солдат яки теперь не могла вести войну непосредственно с мексиканскими вооруженными силами. В конце концов, голод заставил повстанцев укрыться в укреплённой горной крепости Буатачиве.
В 1887 году мятежники были разгромлены мексиканской армией. И хотя Кахеме удалось бежать и скрыться в Гуаймасе, он в конце концов был выдан властям и 23 апреля 1887 года расстрелян.

## Последние столкновения
В феврале 1896 года произошло очередное столкновение мексиканцев и народа яки. Мексиканский революционер Лауро Агирре разработал план свержения правительства Порфирио Диаса. Агирре и его люди смогли убедить нескольких яки и пима присоединиться к восстанию. 12 августа 1896 года объединённые силы (около 70 человек) напали на приграничный город Ногалес, Сонора. На помощь защитникам города пришло американское ополчение, сформированное в соседней Аризоне. Восставшие были вынуждены отступить, но их ещё долго разыскивали по всей территории Соноры. В 1897 году был подписан мирный договор в Ортисе между яки и мексиканским правительством, но в 1899 году начались новые военные действия, которые привели к кровавой резне в Мазокобе в 1900 году, когда было убито несколько сотен индейцев. Мануэль Бальбас пишет, что некоторые яки не хотели сдаваться мексиканцам и покончили с жизнью самоубийством. Он был очевидцем одного из таких самоубийств и описывал его:
|                                                                       | approached the body of her loved one, knelt a moment, bowed slightly, and perhaps for a last time looked at the face of the beloved, and arose at once, quickly running like a gazelle toward the precipice, and without a moment's hesitation , plunged into the abyss. (англ.) |  | подошла к телу своего любимого, на мгновение опустилась на колени, слегка поклонилась и, возможно, в последний раз взглянула на лицо любимого, и сразу же встала, быстро побежала как газель к пропасти, и, не задумываясь, спрыгнула с обрыва. (рус.) |  |
| Мануэль Бальбас, Sociedad de Edition y Liberia Franco Americana, 1927 | |  | |  |

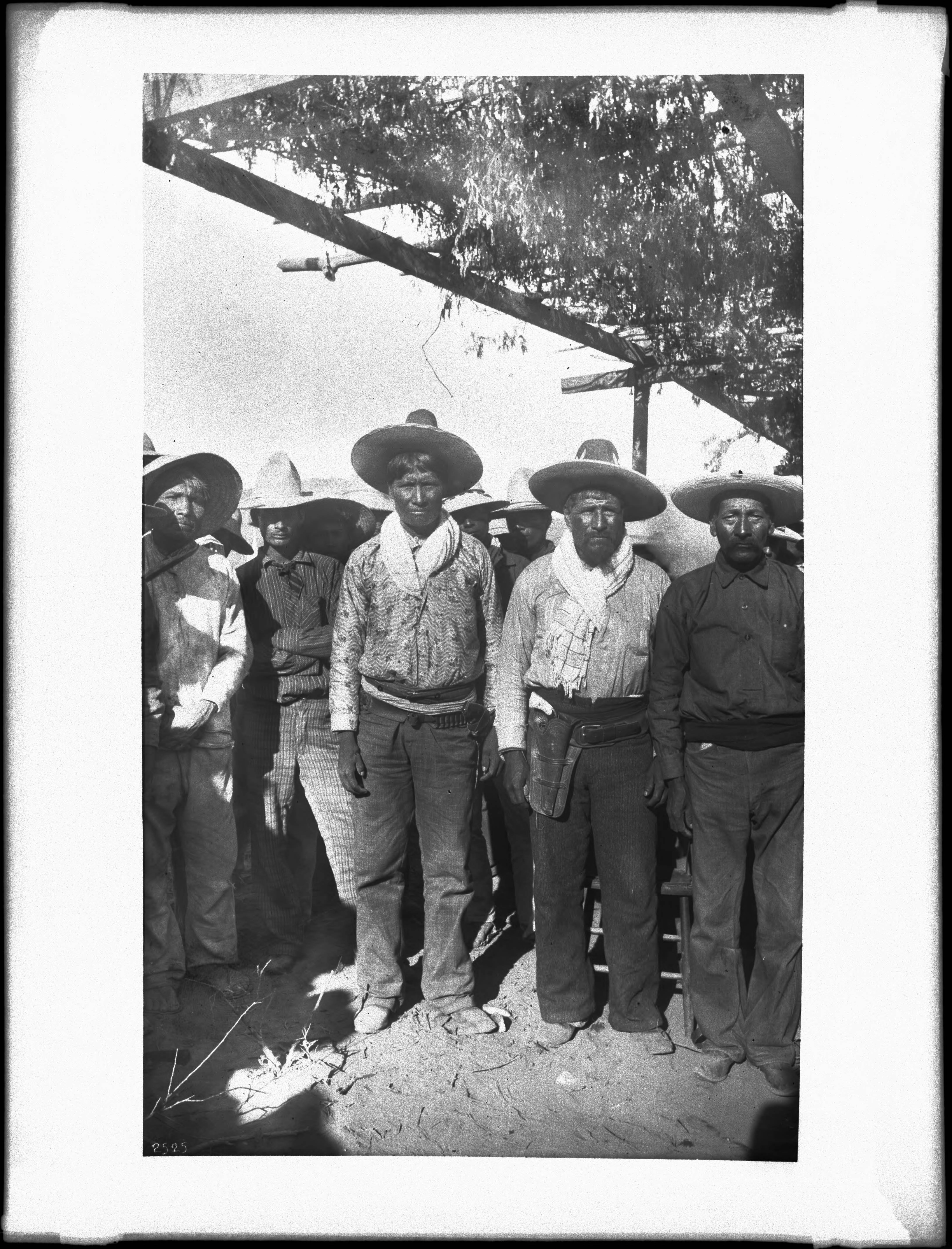
Группа индейцев Яки, вместе с вождем Талавиата, во время подписания мирного договора в Ортисе (1910 год)

В конце 1890-х и в начале 1900-х годов многие яки мигрировали на север, чтобы поселиться в США, в основном вокруг Тусона и Финикса. Небольшая часть индейцев переселилась в районы Техаса, включая Эль-Пасо и Лаббок.
В начале 1900-х годов Порфирио Диас начал выступать за решение конфликта с яки. В 1903 году было принято решение депортировать мирных и мятежных яки на Юкатан и Оахаку. В результате депортации в 1900—1911 годах от 15 000 до 60 000 человек погибло.
После начала мексиканской революции в 1910 году воины яки присоединились ко всем повстанческим армиям. Они также начали переселяться на свои исконные земли вдоль реки Яки. В 1911 году Диас был сослан, и президент Франсиско Мадеро вступил в должность. Он обещал народу яки компенсировать потерю земли, но к 1920 году, когда окончательно закончилась революция, обещания были забыты. В 1916 году мексиканский генерал Альваро Обрегон начал создавать поместья на земле яки, что привело к новому вооружённому конфликту между местными жителями и военными.
Последний конфликт между мексиканцами и яки произошел в 1927—1928 годах. В апреле 1927 года в Серро-дель-Галло началось восстание яки. 28 апреля 1927 года газета «Los Angeles Times» сообщила, что мексиканские федеральные войска захватили 415 яки, в том числе 26 мужчин, 214 женщин и 175 детей. В мексиканской газете «El Universal» сообщалось, что яки ушли в горы, а мексиканский федеральный штаб решил предпринять серьёзное наступление. Операцией руководил генерал Обрегон при содействии генерала Манзо. Согласно другому отчёту, опубликованному 5 октября 1927 года, в штат Сонора прибыло 12 000 солдат мексиканской армии с 8-мм пулемётами, самолётами и ядовитым газом. 2 октября 1927 года газета «Los Angeles Times» писала, что генерал Франциско Р. Манзо, командующий федеральными силами в Соноре, сообщил президенту Кальесу, что он ожидает скорой капитуляции Луиса Матиуса.
В настоящее время проблемы между мексиканским правительством и народом яки возобновились. Яки протестовали против акведуков, которые берут воду из реки Яки в Эрмосильо, и против прохождения газопровода Сонора через их земли. Октавиано Хекари подал жалобу в 2005 году в Организацию Объединённых Наций против президента Висенте Фокса.

## В искусстве
- В спагетти-вестерне франко-американского производства «Битва в Сан-Себастьяне»[англ.], сюжет которого развивается в 1746 году, отряды яки изображены безжалостными убийцами, регулярно терроризирующими мирную деревню белых поселенцев.
- В вестерне американского производства «Сто винтовок», сюжет которого развивается в 1912 году, отряды яки изображены жертвами репрессивного режима, которые ведут справедливую войну против угнетения.

## Примечание
1. ↑  John Kendall. Encyclopedia of American Indian History2008236Edited by Bruce Johansen and Barry M. Pritzker. Encyclopedia of American Indian History. Santa Barbara, CA and Oxford: ABC‐Clio 2008. , ISBN 978 1 85109 817 0 $395 4 vols Also available as an e‐book (ISBN 978 1 85109 818 7) // Reference Reviews. — 2008-06-13. — Т. 22, вып. 5. — С. 51–53. — ISSN 0950-4125. — doi:10.1108/09504120810885423.
2. ↑  Edward H Spicer. Cycles of conquest: the impact of Spain, Mexico, and the United States on the Indians of the Southwest, 1533-1960. — Tucson: Univ. of Arizona Press, 2006. — ISBN 9780816500215. Архивировано 27 августа 2019 года.
3. 1 2  Cécile Gouy-Gilbert. I. La conquista del noroeste (исп.) // Una resistencia india : Los Yaquis. — Mexico: Centro de estudios mexicanos y centroamericanos, 2015-06-04. — P. 23–52. — ISBN 9782821855595. Архивировано 25 декабря 2019 года.
4. ↑  John D. Meredith. The Yaqui Rebellion of 1740: A Jesuit Account and Its Implications // Ethnohistory. — 1975. — Т. 22, вып. 3. — С. 222. — ISSN 0014-1801. — doi:10.2307/481032.
5. 1 2  Spicer, Edward H. Cycles of conquest : the impact of Spain, Mexico, and the United States on the Indians of the Southwest, 1533-1960. — Univ. of Arizona Press, 2006. — ISBN 0816500215, 9780816500215.
6. 1 2 3  Edward H. Spicer. Preface // Cycles of Conquest. — University of Arizona Press. — С. vii–ix. — ISBN 9780816532926, 9780816500222.
7. ↑  Juan Antonio Cruz Parcero. DE POEMAS, BANDERAS, DELITOS Y MALAS DECISIONES. LA SENTENCIA DE LA SUPREMA CORTE SOBRE EL CASO WITZ // Revista de la Facultad de Derecho de México. — 2017-09-06. — Т. 56, вып. 245. — С. 423. — ISSN 1870-8722 2448-8933, 1870-8722. — doi:10.22201/fder.24488933e.2006.245.61702.
8. ↑  Johansen, Bruce Elliott. Encyclopedia of American Indian history. — ABC-CLIO, 2007. — ISBN 9781851098170, 1851098178, 9781851098187, 1851098186, 2007011970.
9. 1 2  Yaqui Indians Lenten Observance // Western Folklore. — 1947-07. — Т. 6, вып. 3. — С. 280. — ISSN 0043-373X. — doi:10.2307/1497218.
10. ↑  Paco Ignacio Taibo II, documenta el brutal genocidio yaqui en nuestro país | Tukari. web.archive.org (27 апреля 2018). Дата обращения: 28 августа 2019. Архивировано из оригинала 27 апреля 2018 года.
11. ↑  Cécile Gouy-Gilbert. Una resistencia india. — Centro de estudios mexicanos y centroamericanos, 1985. — ISBN 9789688220566, 9782821855595.
12. ↑  Spicer, Edward H. Cycles of Conquest : the Impact of Spain, Mexico, and the United States on Indians of the Southwest, 1533-1960.. — University of Arizona Press, 1967. — ISBN 9780816532926, 0816532923.
13. ↑  КАХЕМЕ Хосе Мария. persons-info.com. Дата обращения: 28 августа 2019. Архивировано 28 августа 2019 года.
14. ↑  Huachuca Illustrated, vol 1, 1993: Fort Huachuca: The Traditional Home of the Buffalo Soldier. net.lib.byu.edu. Дата обращения: 28 августа 2019. Архивировано 8 декабря 2020 года.
15. ↑  Ralph H. Vigil, Mario T. Garcia. Desert Immigrants: The Mexicans of El Paso, 1880-1920. // International Migration Review. — 1982. — Т. 16, вып. 1. — С. 223. — ISSN 0197-9183. — doi:10.2307/2545250.
16. ↑  Kyle M. Yates. Book Review: The Scofield Reference Bible with Cyclopedic Dictionary // Review & Expositor. — 1930-01. — Т. 27, вып. 1. — С. 123–123. — ISSN 2052-9449 0034-6373, 2052-9449. — doi:10.1177/003463733002700179.
17. ↑  Bruce E. (Bruce Elliott) Johansen. Encyclopedia of American Indian Contributions to the World: 15,000 Years of Inventions and Innovations (review) // The American Indian Quarterly. — 2002. — Т. 26, вып. 4. — С. 667–673. — ISSN 1534-1828. — doi:10.1353/aiq.2004.0007.
18. ↑  Cécile Gouy-Gilbert. II. Las “guerras del Yaqui” (siglo xix) // Una resistencia india. — Centro de estudios mexicanos y centroamericanos, 1985. — С. 53–103. — ISBN 9789688220566, 9782821855595.
19. ↑  Cécile Gouy-Gilbert. III. La participación de los Yaquis en la revolución // Una resistencia india. — Centro de estudios mexicanos y centroamericanos, 1985. — С. 105–152. — ISBN 9789688220566, 9782821855595.
20. ↑  Mexico Troops Capture 415 in War on Yaquis // Los Angeles Times. — Los Angeles, California. April 28, 1927.
21. ↑  El Universal, September 28, 1927
22. ↑  El Universal, October 05, 1927
23. ↑  "Surrender Due in Yaqui Strife: Leader Expected to Accept Mexican Terms Today, " Los Angeles Times, October 2, 1927.
24. ↑  Lawrence Journal-World - Поиск в архиве Google Новостей. news.google.com. Дата обращения: 28 августа 2019.